# Georgij Agzamov
Georgij Agzamov (Olmaliq, 6 settembre 1954 – Sebastopoli, 27 agosto 1986) è stato uno scacchista sovietico di etnia uzbeka.
Nel 1966 vinse, all'età di 12 anni, il campionato della sua città natale Olmaliq.
Nel 1971 si classificò secondo a Riga nel campionato juniores dell'Unione Sovietica.
Due volte vincitore del campionato dell'Uzbekistan: nel 1976 (alla pari con Valerij Loginov) e nel 1981.
Nel 1984 diventò il primo Grande maestro dell'Uzbekistan.
Altri risultati: 
- 1982: primo a Belgrado;
- 1983: primo a Vršac;
- 1984: primo a Soči, primo a Tashkent, primo a Bogotà;
- 1985: secondo a Potsdam;
- 1986: primo a Calcutta.

Nel 1986, dopo un torneo a Sebastopoli, mentre stava andando verso la spiaggia per nuotare cadde fra due rocce e si ferì gravemente, rimanendo intrappolato. Alcuni passanti chiamarono i soccorsi ma quando arrivarono era troppo in profondità e non riuscirono a salvarlo.
Era laureato in filologia. Raggiunse il rating FIDE più alto in gennaio 1985, con 2 590 punti Elo.
In marzo 2007 è stato organizzato a Tashkent il torneo In Memoriam Georgij Agzamov, con ospite d'onore (non giocante) il GM Rustam Qosimjonov. Il torneo è stato vinto dal GM kirghiso Leonid Yurtaev con 7/9.

## Alcune partite notevoli
- Agzamov – Ihor Platonov  (Semifinale URS-ch, 1980)  – Partita Catalana
- Tukmakov – Agzamov  (Campionato URSS, 1981)  – Difesa ovest indiana
- Gul'ko – Agzamov  (Campionato URSS, 1981)  – Apertura Reti
- Paluhaeŭski – Agzamov  (Mosca, 1983)  – Difesa Benoni
- Tajmanov – Agzamov  (Mosca, 1983)  – Nimzoindiana var. Huebner
- Tal' – Agzamov  (Chigorin Memorial, 1984)  – Difesa Tarrasch
- Agzamov – Anand  (Calcutta, 1986)  – Difesa est indiana